# Premios Soberano 2016
La XXXII Entrega de los Premios Soberano fue la premiación llevada a cabo el 31 de mayo del 2016 en el Teatro Nacional Eduardo Brito, Santo Domingo. Allí se premió lo mejor del arte dominicano en los renglones: cine, comunicación, clásico y popular. La premiación será conducida por los actores y comediantes Cheddy García e Irvin Alberti. Ese año se contó con 175 nominaciones en un total de 36 categorías y por primera vez se premia la Colaboración del año en el renglón popular (música).

Cheddy García, una de los anfitriones de la gala.

## Ganadores y nominados
A continuación un total de 175 nominaciones divididas en 3 renglones y subdivididas en 36 categorías y sus respectivos ganadores (los ganadores están en negrita y el logo de la estatuilla al lado):

### Reglón Cine
Película del año
- «La Gunguna» Archivo:Icono Premios Soberano.png
- «Pueto pa' mi»
- «Oro y Polvo»
- «Detective Willy»
- «Tubérculo Gourmet»

Actor de cine
- Pedro “Pepe” Sierra, «Pueto pa' mi»
- Gerardo Mercedes, «La Gunguna» Archivo:Icono Premios Soberano.png
- Fausto Mata, «Detective Willy»
- Hansel Santana, «La Gunguna»

Actriz de cine
- Crystal Jiménez, «Detective Willy» Archivo:Icono Premios Soberano.png
- Cheddy García  «Algún lugar»
- Yamilé Schecker, «Pueto pa’ mi»
- Patricia Ascuasiati, «La Gunguna»

Director (a) de cine
- Ernesto Alemany, «La Gunguna» Archivo:Icono Premios Soberano.png
- Félix Limardo, «Oro y polvo»
- José María Cabral, Detective Willy
- Iván Herrera, «Pueto pa’ mi»
- Virginia Sánchez Navarro, «Bestia de cardo»

Videoclip del año
- «Pom Pom», Gabriel (director: Tabaré Blanchard)
- «Muchachita linda», Juan Luis Guerra (director: Jean Guerra) Archivo:Icono Premios Soberano.png
- «Calentate girl», Shelow Shaq (director: David Colina)
- «Llenarte de besos», Frank Ceara (director: Raúl Camilo)
- «Yo también», Romeo Santos con Marc Anthony (director: Jessie Terrero)

### Renglón Comunicación
Programa diario de entretenimiento
- «Chévere Night»
- «Show del Mediodía» Archivo:Icono Premios Soberano.png
- «Sigue la Noche»
- «Esta Noche Mariasela»
- «De Extremo a Extremo»

Programa infantil
- «Kanquimanía»
- «El Show de Huguito» Archivo:Icono Premios Soberano.png
- «La Casita de Payamín»

Programa de humor
- «A reír con Miguel & Raymond» Archivo:Icono Premios Soberano.png
- «Titurimundaty»
- «Boca de Piano es un show»

Programa de investigación
- «Nuria» Archivo:Icono Premios Soberano.png
- «El Informe»
- «Zona 5»
- «Mil Historias»
- «Código Calle»

Revista semanal de variedades
- «Con Jatnna» Archivo:Icono Premios Soberano.png
- «Noche de Luz»
- «Bien de Bien»

Programa regional de entretenimiento
- «Ustedes y Nosotros» Archivo:Icono Premios Soberano.png
- «El Show de Nélson»
- «Francisco muy Diferente»
- «Marianela Contigo»

Comunicador destacado en el extranjero
- Mariela Encarnación
- Tony Dandrades Archivo:Icono Premios Soberano.png
- Isolda Peguero
- Sofía Lachapelle

Comediante del año
- Fausto Mata
- Cheddy García Archivo:Icono Premios Soberano.png
- Raymond Pozo
- Miguel Céspedes
- Irvin Alberti

Locutor (a) del año
- Reynaldo Infante
- Miguel de Jesús
- Darling Burdiez
- Rafelina Bisonó
- Ana Rossina Troncoso Archivo:Icono Premios Soberano.png

Programa de temporada
- «Quítame 10 años», Telesistema - Miralba Ruíz
- «Trayectoria», Color Visión - Juan Carlos Albelo Archivo:Icono Premios Soberano.png
- «La Entrevista», Tele Antillas - Dafne Guzmán
- «Almas Extraordinarias», Telefuturo - Arisleida Villalona
- «Selva de cemento», Telesistema - Miralba Ruíz

Presentador (a) de televisión
- Pamela Sued
- Milagros Germán
- Mariasela Álvarez Archivo:Icono Premios Soberano.png
- Luis Manuel Aguiló
- Jatnna Tavárez

Animador (a) de televisión
- Michael Miguel Holguín Archivo:Icono Premios Soberano.png
- Frederick Martínez
- Jochy Santos
- Jhoel López
- Daniel Sarcos

Programa semanal de entretenimiento
- «Divertido con Jochy» Archivo:Icono Premios Soberano.png
- «Más Roberto»
- «Aquí se habla español»
- «Pégate y Gana con El Pachá»
- «Sábado Extraordinario»

### Renglón Clásico
Cantante lírico
- Samuel Esteban
- Natalie Peña Comas Archivo:Icono Premios Soberano.png
- Mario Martínez

Bailarín (a) clásico (a)
- Marcos Rodríguez (Gala de la Danza Mundial) Archivo:Icono Premios Soberano.png
- Jennifer Ulloa  (Gala de la Danza Mundial)

Coreógrafo (a)
- Víctor Ramírez (Universos Rotos) Archivo:Icono Premios Soberano.png
- Marcos Rodríguez (Gala de la Danza Mundial)

Obra de teatro
- «Toc Toc»
- «Weekend en Bahía»
- «Cita a ciegas» Archivo:Icono Premios Soberano.png
- «Oleanna»
- «Hasta el abismo»

Musical del año
- «Desencantada»
- «Perfectus Quorum» Archivo:Icono Premios Soberano.png

Producción escénica
- «Cecilia Valdés»
- «Universos rotos»
- «Il Pagliacci» Archivo:Icono Premios Soberano.png
- «Propulsión»

Dirección teatral
- Waddys Jáquez, «Perfectus Quorum»
- Haffe Serulle, «El vuelo»
- Germana Quintana, «Toc Toc»
- Isabel Spencer, “Hasta el abismo» Archivo:Icono Premios Soberano.png
- Ángel Haché, «Oleanna»

Actor de teatro
- Exmin Carvajal «Toc Toc»
- Gilberto Hernández «Inadaptados»
- Raeldo López «Weekend en Bahía»
- Franklin Domínguez «Pecados enfrentados»
- Jorge Santiago «Cita a ciegas» Archivo:Icono Premios Soberano.png

Actriz de teatro
- Lidia Ariza «Cita a ciegas» Archivo:Icono Premios Soberano.png
- Hony Estrella «Weekend en Bahía»
- Paula Disla «Hasta el abismo»
- Lía Briones «Nostalgia»
- Judith Rodríguez «Hamlet»

Artista destacado en el extranjero
- Aisha Syed
- Michel Camilo
- Darwin Aquino Archivo:Icono Premios Soberano.png
- Nathalie Peña Comas
- Evelyn Peña Comas

### Renglón Popular
Música religiosa contemporánea
- Marcos Yaroide Archivo:Icono Premios Soberano.png
- Sarah La Profeta
- Johan Paulino
- Grupo Barak
- Chelo Home

Orquesta de merengue
- Los Hermanos Rosario
- Miriam Cruz Archivo:Icono Premios Soberano.png
- Héctor Acosta
- Eddy Herrera
- José Peña Suazo

Conjunto típico
- Krisspy
- Banda Real
- El Prodigio Archivo:Icono Premios Soberano.png
- Robert Liriano
- Giovanny Polanco

Osquestador y/o arreglista
- Víctor Waill
- Emmanuel Frías Archivo:Icono Premios Soberano.png
- Israel Casado
- Ramón Orlando

Compositor del año
- Romeo Santos
- Juan Luis Guerra
- José Peña Suazo Archivo:Icono Premios Soberano.png
- Miguel Braho Juan
- Ignacio Báez

Bachata del año
- «Cómo serás tu» — Raulín Rodríguez (Compositor: Fray Luis Martínez) Archivo:Icono Premios Soberano.png
- «Cómo sanar» — Frank Reyes Compositor (Compositor: Félix Anthony)
- «Necesito de ti» — Anthony Santos (Compositor: Anthony Santos)
- «Espero por tu amor» — Yoskar Sarante (Compositor: Juan Bencosme)

Artista y/o agrupación popular destacada en el extranjero
- Romeo Santos Archivo:Icono Premios Soberano.png
- Juan Luis Guerra
- Prince Royce
- José Alberto "El Canario"

Merengue del año
- «Tu boquita» — Eddy Herrera (Compositor: Eddy Herrera)
- «Con cariño y papeleta» — José Peña Suazo (Compositor: José Peña Suazo)
- «Nuevecita de caja» — Los Hermanos Rosario (Compositor: Miguel Braho) Archivo:Icono Premios Soberano.png
- «Me sacudí» — Miriam Cruz (Compositora: Miriam Cruz)
- «Yo quiero volver» — Silvio Mora (Compositor: Silvio Mora)

Revelación del año
- Gabriel
- Sharlene Taule
- Revolución Salsera Archivo:Icono Premios Soberano.png

Salsero del año
- Chiquito Team Band Archivo:Icono Premios Soberano.png
- Yiyo Sarante
- Alex Matos
- Sexappeal
- Félix Manuel

Espectáculo de humor
- «Amor con humor se paga», Carlos Sánchez y Piter Albeiro
- «Treshombres.com», 30 de enero, Jochy Santos, Raymond Pozo y Miguel Céspedes
- «Raymond & Miguel 20 años de humor», Raymond Pozo y Miguel Céspedes Archivo:Icono Premios Soberano.png

Bachatero del año
- Frank Reyes
- Raulín Rodríguez Archivo:Icono Premios Soberano.png
- Anthony Santos
- Zacarías Ferreira
- Elvis Martínez

Álbum del año
- «Tócame» — Anthony Santos
- «Me sacudí» — Miriam Cruz
- «De mis insomnios» — Pavel Núñez Archivo:Icono Premios Soberano.png
- «Mi nueva edad» — Janio Lora
- «La mano en el fuego» — Jackeline Estévez

Artista y/o agrupación urbana
- Mozart La Para Archivo:Icono Premios Soberano.png
- Vakeró
- Secreto
- Shadow Blow
- Shelow Shaq

Cantante solista
- Jackeline Estévez
- Wason Brazobán
- Pavel Núñez
- Anthony Rios
- Diomary La Mala Archivo:Icono Premios Soberano.png

Concierto del año
- «Todo tiene su Hora», Juan Luis Guerra Archivo:Icono Premios Soberano.png
- «Otra ocasión para quererte», Maridalia Hernández
- «En el área», Shadow Blow
- «Jackeline Estévez Sinfónico», Jackeline Estévez

Espectáculo del año
- «La noche del pueblo», Héctor Acosta
- «Luz en las tinieblas», Marcos Yaroide Archivo:Icono Premios Soberano.png
- «Ilegales Inagotable», Ilegales
- «30 años», Miriam Cruz

Colaboración del año
- «Yo también» — Romeo Santos con Marc Anthony Archivo:Icono Premios Soberano.png
- «Alcanzar el cielo» — Fernando Villalona con Marcos Yaroide
- «Como te sueño yo» — Gabriel con Ilegales
- «Aquí nadie toca» — Sharlene Taule con Mozart La Para
- «Que cosas tiene el amor» — Anthony Santos con Prince Royce

## Actuaciones
| Artista(s)                                    | Canción(es) | Fuente         |
| Show principal                                | Show principal | Show principal |
| --------------------------------------------- | --- | -------------- |
| Mozart La Para Sharlene Taule Nacho           | «Toy Enamorao'» | [ 6 ]          |
| ChocQuibTown                                  | «Salsa & Choke» | [ 7 ]          |
| Gente de Zona                                 | «La Gozadera» | [ 8 ]          |
| Gabriel Mark B                                | «Pa' nosotros dos» (solo Gabriel) «Playa y arena» (Mark B en colaboración con Gabriel)                                | [ 9 ]          |
| Shadow Blow                                   | «Tu amor y el mío» «DM» «Desacátate»                                                                                  | [ 10 ]         |
| The New York Band                             | «Si tu no estás» «Nadie como tú» «Dame vida» «Corazón de azúcar» «María» «Si tú eres mi hombre» «Cole» «Dancing mood» | [ 11 ]         |
| J Balvin                                      | «Ginza» «Bobo» | [ 12 ]         |
| Maridalia Hernández                           | «Y miro al cielo» (homenaje póstumo)                                                                                  | [ 13 ]         |
| Ilegales                                      | «Fiesta caliente» «Pasarla bien» «Taqui taqui» «Rebotando» «La morena» «Sueño contigo» «Aló bebé» «Chucuchá»          | [ 14 ]         |
| José Alberto "El Canario" Gilberto Santa Rosa | «Madame Chu Chú» «Desde que la vi me enamoré de ella» «El merengón» (homenaje a Joseíto Mateo)                        | [ 15 ]         |

## Premios especiales

### Gran Soberano
Este corresponde al máximo galardón de la premiación y se le entrega a una figura dominicana por su trayectoria artística. Fue entregado a:
- Fefita La Grande Archivo:Icono Premios Soberano.png

### Soberano Internacional
Se le otorga al artista y/o artistas invitados a la gala de premiación por su destacada trayectoria. Fueron entregados a:
- Gente de Zona Archivo:Icono Premios Soberano.png
- Gilberto Santa Rosa Archivo:Icono Premios Soberano.png
- J Balvin Archivo:Icono Premios Soberano.png

### Soberano al Mérito
Con este premio se reconoce a un artista que haya tenido una destacada participación artística en el año anterior a estos y también a un artista cuya carrera debe ser reconocida. Fue entregado a:
- The New York Band Archivo:Icono Premios Soberano.png

### Soberano del Público
El ganador de este premio es escogido por el público a través de votaciones hechas por el sitio web oficial de la premiación. El ganador fue:
- Mozart La Para Archivo:Icono Premios Soberano.png